# Teodor Neș

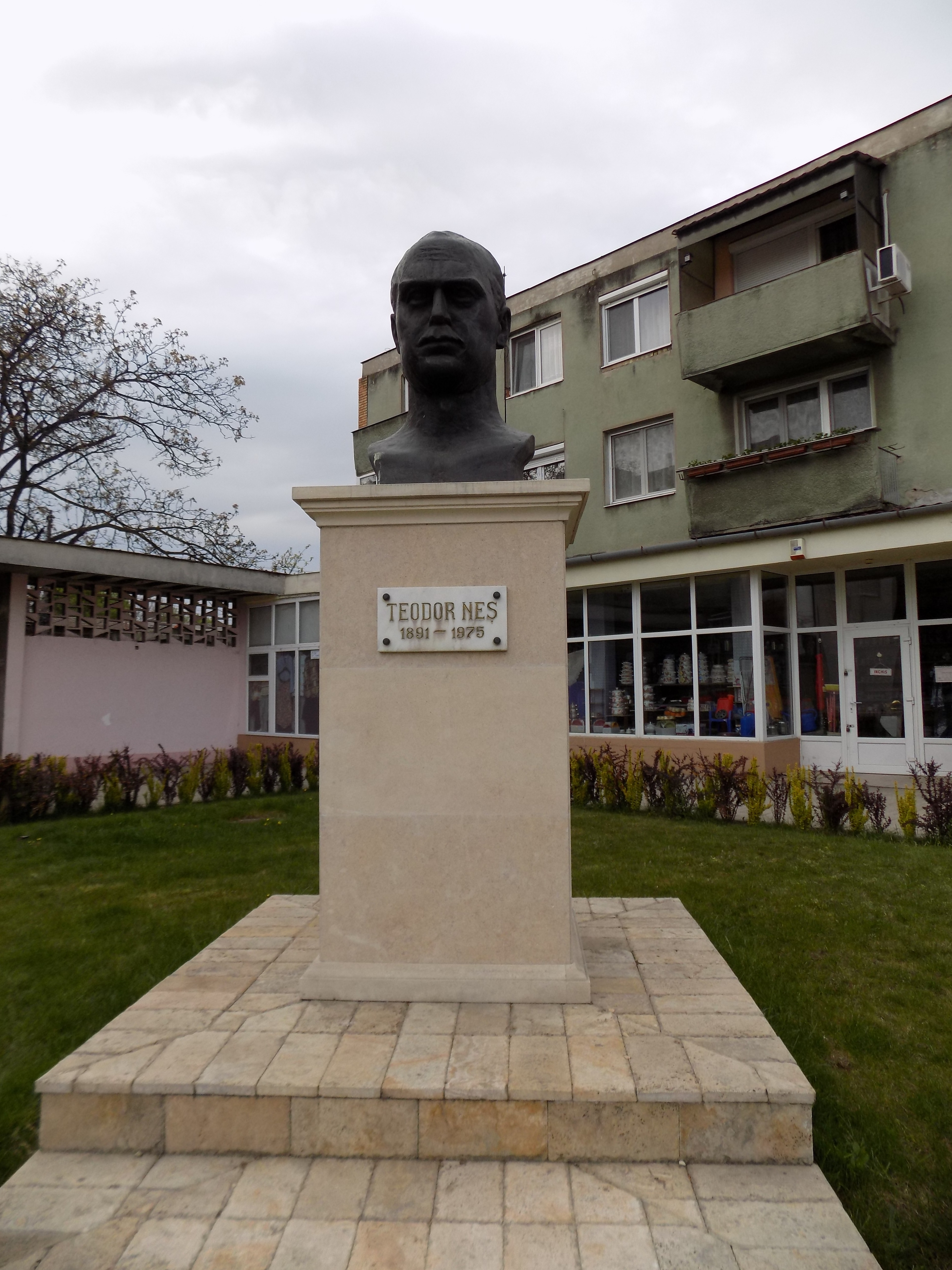
Teodor-Neș-Büste in Salonta

Teodor Neș (* 26. März 1891 in Madarász (rum. Mădăras), Komitat Bihar, Königreich Ungarn; † 29. Mai 1975 in Bukarest, Rumänien) war ein ungarischer Journalist und Gymnasiallehrer.

## Leben
Teodor Neș entstammte einer Bauernfamilie. Bekannt ist, dass er von 1901 bis 1906 an das reformierte Gymnasium in Salonta ging. Danach wechselte er für drei Jahre zum Gymnasium in Beiuș. Von 1910 bis 1914 besuchte er die Fakultät für Mathematik und Physik am „József-Eötvös-Kolleg“ in Budapest. Im Jahr 1923 spezialisierte er sich auf die rumänische Sprache und Literatur an der Universität Cluj. Dann war er Gymnasiallehrer: 1919 in Oradea, 1920 in Satu Mare, 1920–1923 am Andrei-Șaguna-Gymnasium in Braşov und 1923 am Emaniul-Gojdu-Kolleg in Oradea, wo er zudem von 1925 bis 1938 als Regisseur arbeitete. 
Zwischen 1940 und 1942 war er Generalinspektor der Ausbildung im Bucegi-Gebiet und von 1942 bis 1948 Inspektor der Erziehung in Bukarest. Von 1951 bis 1958 war er Beamter des Bildungszentrums. Zudem schrieb er auch einige Bücher.
Neș hielt hunderte von Konferenzen ab, arbeitete bei Zeitungen und Zeitschriften, wie dem „Astra-Magazin“. 1942 wurde er zum Hauptinspektor einer Ausbildung in Bukarest befördert. Zwischen 1952 und 1958 arbeitete er im Bildungsministerium, wo er in den Ruhestand ging. Er arbeitete intensiv mit der rumänischen Akademie zusammen. 
Neș starb am 29. Mai 1975 und wurde auf dem Belu-Friedhof in Bukarest begraben.
Eine Büste von Neș des Bildhauers Cornel Durgheu wurde 2001 in Salonta aufgestellt.